# (268) Adorea
(268) Adorea es un asteroide que forma parte del cinturón de asteroides y fue descubierto por Alphonse Louis Nicolas Borrelly el 8 de junio de 1887 desde el observatorio de Marsella, Francia.
Está nombrado por la adorea, un alimento sacrificial de la Antigua Roma.

## Características orbitales
Adorea está situado a una distancia media del Sol de 3,092 ua, pudiendo acercarse hasta 2,67 ua. Tiene una excentricidad de 0,1364 y una inclinación orbital de 2,44°. Emplea 1986 días en completar una órbita alrededor del Sol. Pertenece a la familia asteroidal de Temis.